# Andreas Rett Wiener
Andreas Rett ( * 2 de enero de 1924 Fürth– 25 de abril de 1997 Viena) fue un autor y neurólogo austriaco.

## Biografía
En 1949 terminó su grado en medicina y trabajó como médico en Innsbruck, Viena y Zúrich.
En 1963 construyó una fábrica, en que enfermos neurológicos podían trabajar.
Su creencia era que los niños discapacitados también tienen derecho a la satisfacción de sus necesidades físicas, emocionales y psicológicas.
En 1966 publicaba la primera descripción del síndrome de Rett.
Rett recibió muchos premios, incluyendo la Gran Medalla de Honor de la República de Austria.

## Obra
- con Friederike Grasemann y Albertine Wesecky. Musicoterapia para Discapacidades, Huber Bern 1981, ISBN 3-456-81100-4
- con Horst Seidler. Das Reichssippenamt entscheidet. Rassenbiologie im Nationalsozialismus, Jugend und Volk Wien 1982, ISBN 3-224-16508-1
- con Horst Seidler. Rassenhygiene - Ein Weg in den Nationalsozialismus, Jugend-und-Volk Wien 1988, ISBN 3-224-16530-8
- Mongolismus - Biologische, erzieherische und soziale Aspekte, Huber Bern 1983 ISBN 3-456-81088-1.
- con Bo Olsson. Linkshändigkeit, Huber Bern 1989, ISBN 3-456-81727-4
- Kinder in unserer Hand - Ein Leben mit Behinderten, ORAC Viena 1990, ISBN 3-7015-0178-5
- con Germain Weber. Síndrome de Down im Erwachsenenalter - Klinische, psychologische und soziale Aspekte beim Mongolismus, Huber Bern 1990, ISBN 3-456-81804-1
- Die Geschichte der Kindheit als Kulturgeschichte, mit Gespräch des Autors mit Hubert Christian Ehalt, Wiener Vorlesungen, Picus Wien 1992, ISBN 3-85452-310-6